# Naturschutzgebiet Klippkes
Das Naturschutzgebiet Klippkes ist ein 39 ha großes Naturschutzgebiet (NSG) östlich von Nachrodt in der Gemeinde Nachrodt-Wiblingwerde im Märkischen Kreis in Nordrhein-Westfalen. Das Gebiet wurde 1999 von der Bezirksregierung Arnsberg per Verordnung als NSG ausgewiesen. Das NSG ist seit 2004 eine von sechs Teilflächen des FFH-Gebietes Schluchtwälder im Lennetal (Nr. DE-4712-301) mit 202 ha Flächengröße.
Das NSG liegt im Süden direkt an der Lenne (Ruhr). Im Westen schließt es direkt an die Bebauung an.

## Gebietsbeschreibung
Bei dem NSG handelt es sich um einen artenreichen und stufigen Laubmischwald an zur Lenne hin abfallenden felsreichen Steilhänge.

## Schutzgrund
Die Schutzgründe des NSG sind:
- Erhaltung und Wiederherstellung der artenreichen und stufigen Hangmischwälder, der zur Lenne hin abfallenden silikatfels- und klippenreichen Steilhänge und der Hainsimsen-Buchenwälder.
- Die diesen Bereich des Lennetales mitprägende landschaftlichen Schönheit
- Erhaltung und Entwicklung naturnaher Hainsimsen-Buchenwälder durch naturnahe Waldbewirtschaftung.
- Erhaltung und Förderung eines dauerhaften und ausreichenden Anteils von Alt- und Totholz.
- Erhaltung und Entwicklung naturnaher Schlucht- und Hangmischwälder sowie typischer Felsstandorte.